# Electrecord

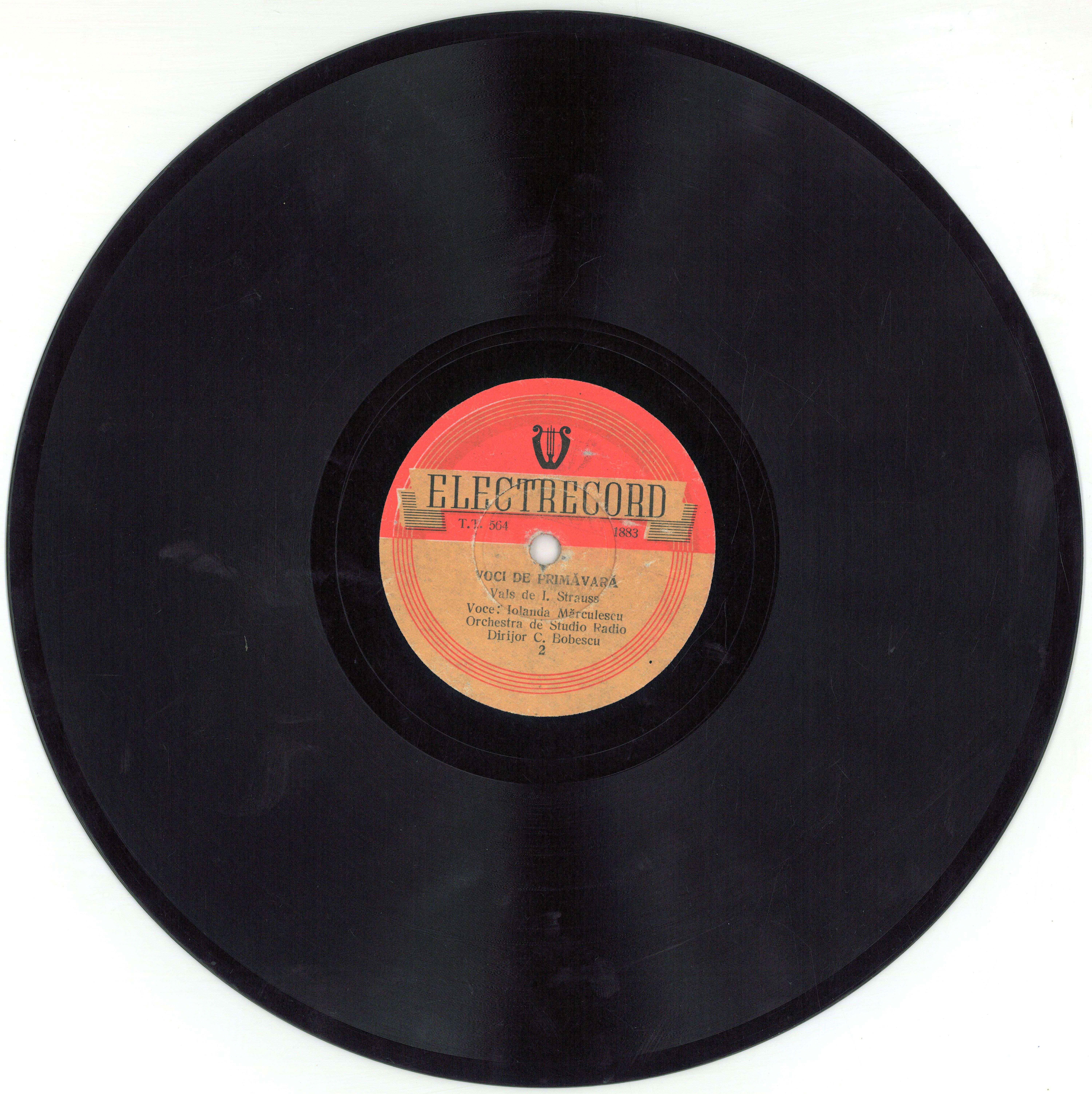
Een vroege plaat van Electrecord

Electrecord is een Roemeens platenlabel, dat in 1932 werd opgericht. Het was tijdens het communistische regime het enige platenlabel. Op het label komt klassieke muziek, jazz, popmuziek, rockmuziek en wereldmuziek uit. Het label is wel minder populair dan vroeger.
Om geen platen te hoeven importeren was het label vaak gedwongen platen die in het buitenland waren uitgekomen ook uit te brengen, iets wat platenmaatschappijen in de Sovjet-Unie ook deden. De kwaliteit van die platen was slecht en men had problemen met de hoezen, bijvoorbeeld als het ging om de bezetting van een groep. Een en ander probeerde men te ondervangen door verzamelplaten uit te brengen.
Vanaf 1990 verloor het label marktaandeel door de komst van nieuwe platenmaatschappijen. oartiesten zijn echter bij het label gebleven. De meeste platen die na 1990 uitkwamen waren verzamelplaten met oude opnames, of oude platen waarvan de opnames remastered werden.
Op het label kwam werk uit van onder andere Pascal Bentoiu, Lola Bobesco, Florin Bogardo, Ion Buzea, Elena Cernei en Marin Constantin.